# Imatge hiperespectral

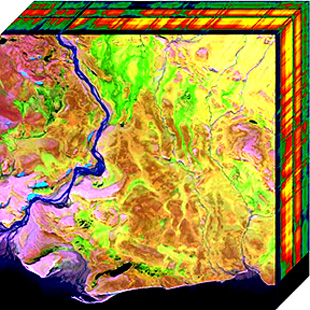
Projecció bidimensional d'un cub hiperespectral.

La imatge hiperespectral recull i processa informació de tot l'espectre electromagnètic. L'objectiu de la imatge hiperespectral és obtenir l'espectre de cada píxel de la imatge d'una escena, amb la finalitat de trobar objectes, identificar materials o detectar processos. Hi ha tres branques generals d'imatges espectrals. Hi ha escàners d'empenta i els escàners de batedora relacionats (escaneig espacial), que llegeixen imatges al llarg del temps, escàners seqüencials de bandes (escaneig espectral), que adquireixen imatges d'una àrea a diferents longituds d'ona, i imatges hiperespectrals d'instantània, que utilitza una matriu fixa. per generar una imatge en un instant.

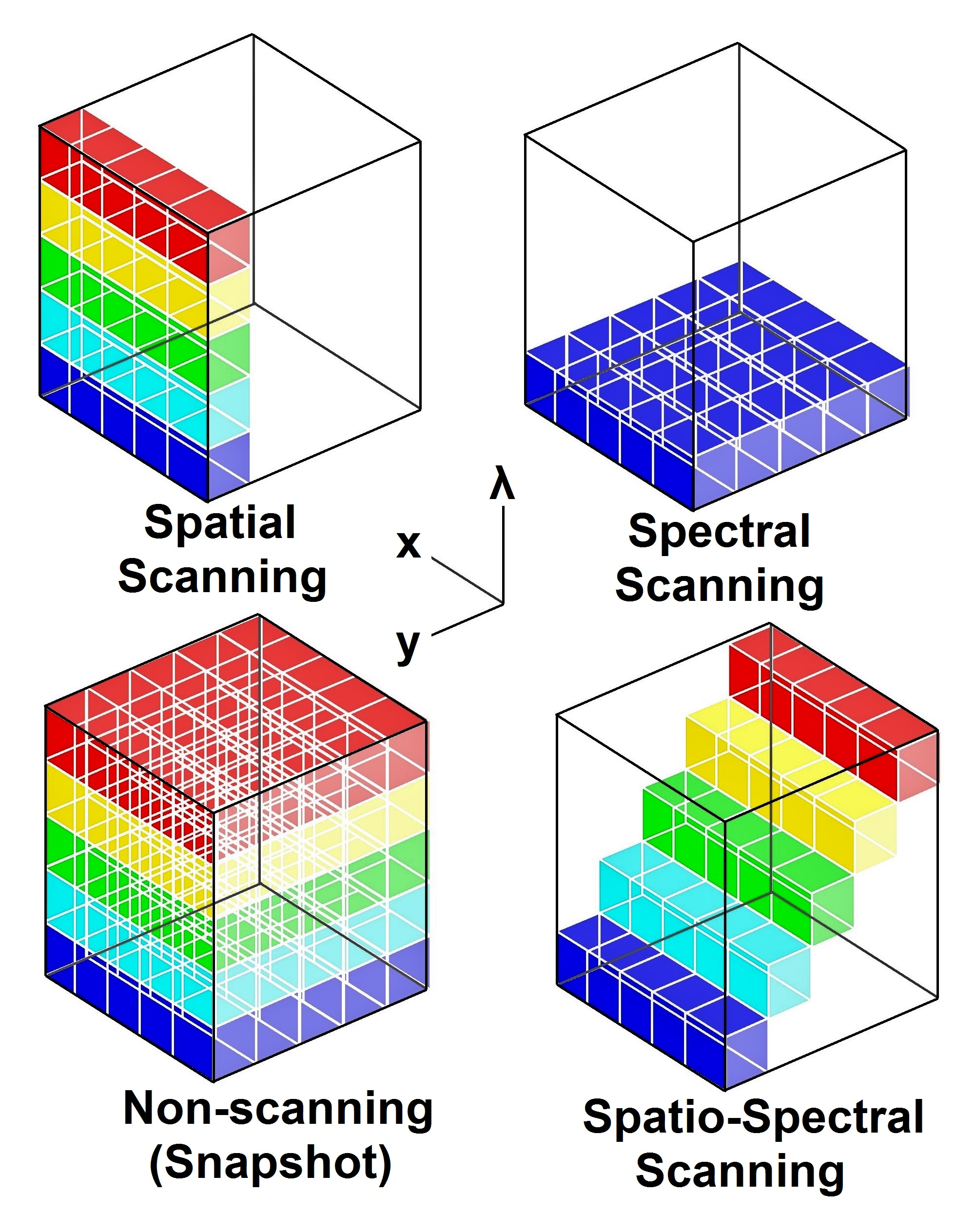
Tècniques d'adquisició per a imatges hiperespectrals, visualitzades com a seccions del datacube hiperespectral amb les seves dues dimensions espacials (x,y) i una dimensió espectral (lambda).

Mentre que l'ull humà veu el color de la llum visible en la majoria de tres bandes (longituds d'ona llargues -percebudes com a vermelles, longituds d'ona mitjanes- percebudes com a verds i longituds d'ona curtes -percebudes com a blau), la imatge espectral divideix l'espectre en moltes més bandes. Aquesta tècnica de dividir les imatges en bandes es pot estendre més enllà del visible. En imatges hiperespectrals, els espectres gravats tenen una resolució de longitud d'ona fina i cobreixen una àmplia gamma de longituds d'ona. La imatge hiperespectral mesura bandes espectrals contínues, a diferència de la imatge multibanda que mesura bandes espectrals espaiades.
Els enginyers construeixen sensors hiperespectrals i sistemes de processament per a aplicacions en astronomia, agricultura, biologia molecular, imatges biomèdiques, geociències, física i vigilància. Els sensors hiperespectrals observen objectes utilitzant una gran part de l'espectre electromagnètic. Alguns objectes deixen "empremtes dactilars" úniques a l'espectre electromagnètic. Conegudes com a signatures espectrals, aquestes "empremtes dactilars" permeten identificar els materials que formen un objecte escanejat. Per exemple, una signatura espectral del petroli ajuda els geòlegs a trobar nous jaciments de petroli.
Hi ha quatre tècniques bàsiques per adquirir el conjunt de dades tridimensional (x, y, λ) d'un cub hiperespectral. L'elecció de la tècnica depèn de l'aplicació concreta, ja que cada tècnica té avantatges i inconvenients depenent del context: Escaneig espacial, Escaneig espectral, No escanejant, Exploració espacial espectral.